# Maria Johansson
Maria Johansson (née le 7 avril 1956 à Stockholm) est une actrice suédoise, réalisatrice et professeur à l'Académie d'art dramatique de Stockholm (Stockholms dramatiska högskola). 

## Biographie
Maria Johansson a eu une carrière d'enfant-actrice dans les films pour la jeunesse de la série Tjorven du réalisateur Olle Hellbom. Elle a ainsi incarné le rôle de Tjorven dans les films La Petite Fille, le Chien et le Phoque (Tjorven, Båtsman och Moses, 1964), Tjorven et la Skrållan (1965) et Tjorven och Mysak (1966).
Elle a étudié à l'Académie de théâtre de Stockholm d'où elle sort diplômée en 1981. Elle entre ensuite à l'université de Södertörn. Après ses études, elle se fait remarquer pour son rôle d'Anna, personnage de la fille en fauteuil roulant du film L'Assassin candide (1982) de Hans Alfredson.

## Filmographie

### Cinéma
- 1964 - Tjorven, Båtsman och Moses d'Olle Hellbom
- 1965 - Tjorven et la Skrållan
- 1966 - Tjorven och Mysak
- 1967 - Skrållan, Ruskprick och Knorrhane
- 1981 - Operation Leo
- 1981 - Tuppen
- 1982 - L'Assassin candide
- 1988 - Behöriga äga ej tillträde

### Télévision
- 1964 - Les Députés de Saltkråkan (série télévisée)
- 1987 - Daghemmet Lyckan (série télévisée)
- 1988 - Liv i luckan med julkalendern (série télévisée)
- 1988 - Guld!
- 1993 - Snoken Mannen utan minne (Mona Hansen) (série télévisée)
- 1996 - Juloratoriet
- 1998 - Glöm inte mamma!
- 1998 - Skärgårdsdoktorn